# Chloealtis
Chloealtis es un género de saltamontes de la subfamilia Gomphocerinae, familia Acrididae, y está asignado a la tribu Chrysochraontini. Este género se distribuye en Estados Unidos y México.

## Especies
Las siguientes especies pertenecen al género Chloealtis:
- Chloealtis abdominalis (Thomas, 1873)
- Chloealtis aspasma Rehn & Hebard, 1919
- Chloealtis conspersa (Harris, 1841)
- Chloealtis dianae (Gurney, Strohecker & Helfer, 1964)
- Chloealtis gracilis (McNeill, 1897)